# Lawn bowls ai XXII Giochi del Commonwealth
Le competizioni di lawn bowls ai XXII Giochi del Commonwealth si sono svolti dal 29 luglio al 6 agosto 2022.

## Podi

### Maschile
| Evento    | Oro              | Argento     | Bronzo      |
| Singolo   | Aaron Wilson     | Gary Kelly  | Iain McLean |
| Doppio    | Galles           | Inghilterra | Scozia      |
| Trio      | Inghilterra      | Australia   | Galles      |
| Quartetto | Irlanda del Nord | India       | Inghilterra |

### Femminile
| Evento    | Oro         | Argento     | Bronzo            |
| Singolo   | Ellen Ryan  | Lucy Beere  | Siti Zalina Ahmad |
| Doppio    | Australia   | Inghilterra | Nuova Zelanda     |
| Trio      | Inghilterra | Malaysia    | Nuova Zelanda     |
| Quartetto | India       | Sudafrica   | Nuova Zelanda     |

### Gare paralimpiche
| Evento                | Oro    | Argento   | Bronzo      |
| Doppio maschile B6–8  | Scozia | Australia | Inghilterra |
| Doppio femminile B6–8 | Scozia | Australia | Sudafrica   |
| Doppio misto B2–3     | Scozia | Galles    | Inghilterra |